# 위측두고랑
위측두고랑(superior temporal sulcus (STS))은 인간의 뇌에서 측두엽의 위측두이랑과 중간측두이랑을 구분하는 뇌고랑이다. 좌뇌와 우뇌의 STS 구조에는 차이가 있으며, 좌뇌의 STS가 일반적으로 더 길다고 알려져 있다. 이러한 구조적 차이는 인간의 뇌에서만 발견된다. 또한, 뇌의 언어처리에 깊이 관여하는 것으로 여겨진다.

## 언어처리

### 음성언어처리
STS는 사람의 목소리를 들었을 때 특히 활발한 활동을 보이며, 이 활동은 목소리의 변조 정도와는 무관하다. 즉, 사람의 목소리에 포함된 음성언어 관련된 정보를 인식할 때 더 큰 활성을 보이는 것이다.
특히 STS의 중간부터 뒤쪽이 음운론적 정보를 처리하는것으로 알려져있다. 이때 좌뇌와 우뇌 양반구가 모두 관여하는데, 좌뇌가 더 높은 활성을 보인다. 앞쪽의 STS 역시 음성언어처리에 기여할 것으로 예상된다. 중간 STS의 음운정보처리는 반복과 억압 기법(repetition-suppresion)을 사용한 연구에서 확인된 것이다. 여기서 fMRI를 사용했다. 반복과 억압 기법이라는 것은 같은 종류의 자극을 계속 주면 뇌가 그 자극에 무뎌져서 활성화 정도가 낮아지는 것을 사용한 것이다.
STS는 단어, 문장 등 다양한 언어학적 자극에 대해서도 활성화된다. 앞쪽 - 뒤쪽 축을 따라 신경활동이 전파되며 역시 좌뇌에서 가장 활성이 높게되는데, 이를 '음성 인식의 복측경로'라고 부르기도 한다. 그러나 대부분의 연구들은 STS의 기능을 음운적 처리에 국한시킨다.
우뇌의 STS의 경우 음성의 운율이 그 활동 패턴에 영향을 주는 것이 밝혀졌다.

### 수어 처리
브로카 영역이 수어를 하거나 이해할 때 활성화된다는 것은 이전에도 알려져있었다. 여기에 더해 뒤쪽 STS와 좌뇌의 하두정엽 역시 수어에 연관된 것으로 알려졌다. 브로카 영역의 신경세포들은 위측두고랑 및 이랑에 연결되어 있다. 위측두고랑의 활성화는 청각 장애인이나 정상인을 가리지 않고 수어를 사용할 때 일괄적으로 나타났다.

## 사회정보처리
STS가 사회성과 관련된 사회적 정보를 처리하는데에도 관여한다는 근거가 여럿 제시되고 있다. 특히 사회적 정보를 인지하는 상황에서 STS가 활성화되어, 인지하는 과정에서 STS를 사용한다는 예시가 된다. 특히 사회적 정보를 인지하는 상황 중에서도 마음 이론에 관련된 상황, 음성과 기타 잡음 혹은 합성음을 비교하는 상황, 말이 되는 문장과 말이 되지 않는 문장, 사람 표정의 변화와 생물체의 움직임과 무의미한 물체의 움직임을 비교하는 상황 등을 대상으로 한 연구에서 활성화됨이 보고되었다. 더불어, 다른 사람이 보고 있는 것을 보는 공동주의(joint attention), 사람의 감정 판별 등의 상황에서도 활성화된다.

### 마음 이론
다른 이들의 마음을 알아내는 능력인 마음 이론은, 대뇌 우반구의 뒤쪽 STS가 그 정보 처리에 관여함이 보고된 바 있다. 이 영역의 활성화와 마음 이론에 해당하는 능력이 나타나는 정도의 상관관계가 보고된 것에 더해, 그 교란 요인으로 작용할 수 있는 다른 요인들과의 비교까지 하여 최종적으로 마음 이론에 이 영역이 관여함을 보인 것이다. 다만 마음 이론에 뒤쪽 STS뿐 아니라 앞쪽 STS, 중간 STS 등 다양한 영역도 관여한다는 보고도 있다.

### 얼굴 인식
뒤쪽 STS가 사람의 얼굴을 인식하는 상황에서도 특별히 더 활성화됨이 보고되었다. 더불어, 경두개자기자극술(TMS)를 사용해 이 영역의 활동을 교란하였을 때에 사람의 얼굴을 인식하는 능력이 감소함을 보여주어 인과적 설명이 가능함을 보였다. 특별히 이 경우 사람의 얼굴을 제외한 다른 신체부위나 사물을 인식하는 능력에는 장애가 발생하지 않았음을 함께 보고하여 정말 얼굴 인식에 특화된 기능을 가짐을 또한 보였다. 얼굴 인식 상황에서 정보는 우뇌의 후두엽에서 시작하여 뒤쪽 STS로 전달된 뒤, 앞쪽 STS를 통과하여 편도체로 최종 전달됨을 보았다. 다른 연구에서는 휴지 상태(resting state)에서 뒤쪽 STS와 우뇌의 후두엽, 특히 일차 시각 피질 및 방추이랑(fusiform gyrus)간의 연결이 확인되었는데, 단순히 우뇌만 얼굴 정보를 처리하는 것이 아니라 양반구가 모두 얼굴 인식에 관여한다고 제안하였다.

### 얼굴-음성 시청각 연합
뒤쪽 STS에서 청각 자극과 시각 자극에 대한 정보가 연합된다는 여러 근거가 있다. 이는 시청각 자극의 연합이 필요한 작업, 특히 사람의 얼굴을 보며 그 사람이 하는 말을 인식하는 작업에서 뒤쪽 STS의 활성이 강하게 나타난다는 점에서 알 수 있다. 더 나아가서, 실제 청각 자극이 주어지지 않고 독순술을 사용할 때에도 이 영역이 특히 활성화됨이 보고되었다. 우뇌의 뒤쪽 STS의 경우, 시각 자극이나 청각자극 중 한 개만 주는 상황에서는 활성화되지 않다가, 시청각 연합이 필요한 자극에서만 특이적으로 활성화됨이 한 연구에서 밝혀졌다. 이 연구는 우뇌의 뒤쪽 STS가 사람과 관련된 정보를 인식할 때, 즉 사람의 얼굴이나 음성을 인식할 때에만 특이적으로 활성화됨도 보였다.
또다른 연구에서는 시청각 연합, 비언어적 표현, 음성 및 얼굴 특이적 영역이 STS 상에서 서로 분리되어 구획화가 이루어져있음을 보였다. 음성에 가장 특이적인 부분은 STS의 중간 부분이었으며, 얼굴에 가장 특이적인 부분은 STS의 뒤쪽 올라가는 부분이었다고 한다. 또한, 감정 표현을 인식하는 시청각 연합과 관련된 영역은 얼굴, 음성에 특이적인 영역의 중간에 위치해 각각과 중첩됨을 보였다.

### 생물학적 운동
STS는 생물의 운동을 인식하는 데에도 관여한다. 즉, 비언어적인 행동을 인지하는 데에도 관여한다. 한 연구에서는 실제 사람의 행동이 아닌, 그 사람이 행동할 때 특이적으로 움직이는 관절 등 부위만 빛나는 점으로 표시하여 움직이게 해 보여준 결과 우뇌의 STS가 활성화되었음을 보였다. 더 나아가, 시각적으로 운동을 인지하는 것과 그 운동을 해석하는 것을 서로 다른 영역에 비정할 수 있음을 제안하였다. 여기서 운동 인지는 우측 STS 뒤쪽에, 운동을 해석하고 이해하는 것은 보다 앞쪽에 비정된다.

## 신경학적 장애

### 자폐
자폐인들을 대상으로 한 연구에서 STS의 문제가 이들의 사회적 의사소통 결손의 원인 중 하나임이 밝혀졌다.

### 실인증
STS의 결손은 특정한 종류의 자극만 인지하지 못하는 장애를 만들 수 있다. 실인증이 여기에 속한다. 일례로 실어증이 아닌 청각 실인증 환자의 경우 상대가 무슨 말을 하는지는 이해하지만, 기침소리나 휘파람 등 음성이 아닌 자극과 음성 자극을 구별하지 못한다. 음성 실인증도 있는데, 이 경우 읽기나 쓰기, 말하기는 모두 정상적으로 하지만 오직 음성 자극을 이해하는 것에만 어려움을 겪는다. 이러한 환자들 중에는 주어진 단어가 익숙한지 새로운지는 여전히 구별할 수 있는 이들도 있다. 음실인증(phonagnosia)의 경우 음성의 내용은 이해하나 이 음성이 누구의 것인지 인지하지 못하고, 익숙한지 새로운지 역시 구별하지 못한다.